# Tacuba

Tacuba (Nahuatl: Tlacopan) was een precolumbiaanse stadstaat in het Dal van Mexico. Tegenwoordig is het een wijk van Mexico-Stad, aan beide zijden van de grens tussen de gemeentes Azcapotzalco en Miguel Hidalgo.
In de precolumbiaanse periode was Tlacopan een Tepaneeks koninkrijk dat onderhorig was aan het nabijgelegen Azcapotzalco. Tlacopan sloot zich aan bij Tenochtitlan en Texcoco bij het verdrijven van de Azcapotzalcaanse tiran Maxtla die Texcoco had bezet. Nadat deze actie was geslaagd vormde de drie steden het Drievoudig Verbond, dat later bekend zou worden als het Azteekse rijk. Tlacopan was de kleinste staat binnen het Verbond en werd overvleugeld door de veel machtiger steden Tenochtitlan en Texcoco.
In 1521 werd het Azteekse rijk en dus ook Tlacopan door de Spanjaarden onderworpen. De Spanjaarden herstichtten de stad onder de verbasterde naam Tacuba. In de 19e eeuw werd Tacuba opgeslokt door Mexico-Stad, wat politiek bekrachtigd werd in 1928, toen de gemeente Tacuba werd opgeheven. 
De opvallendste bezienswaardigheid is de Arbol de la Noche Triste, de boom waaronder Hernán Cortés gehuild zou hebben na zijn nederlaag gedurende de Treurnacht.
Mexihco · Tenochtitlan      
Acolhuacan · Texcoco      
Tecpanecahpan · Tlacopan